# Reformní judaismus
| Židé a judaismus |
| Židé • Judaismus • Kdo je Žid |
| Ortodoxní • Konzervativní (Masorti) Progresivní (Reformní - Liberální) • Ultraortodoxní Samaritáni • Falašové • Karaité                                                                                            |
| Etnické skupiny a jazyky |
| Aškenázové • Sefardové • Mizrachim Hebrejština • Jidiš • Ladino • Ge'ez • Buchori |
| Populace (vývoj) |
| Evropa • Amerika • Asie • Afrika • Austrálie |
| Náboženství |
| Bůh • Principy víry • Boží jména 613 micvot • Halacha • Noachidské zákony Mesiáš • Eschatologie |
| Židovské myšlení, filosofie a etika |
| Židovská filosofie Cdaka • Musar • Vyvolenost Chasidismus • Kabala • Haskala |
| Náboženské texty |
| Tóra • Tanach • Mišna • Talmud • Midraš Tosefta • Mišne Tora • Šulchan aruch Sidur • Machzor • Pijut • Zohar |
| Životní cyklus, tradice a zvyky |
| Obřízka • Pidjon ha-ben • Simchat bat • Bar micva Šiduch • Svatba • Ketuba • Rozvod (Get) • Pohřeb Kašrut • Židovský kalendář • Židovské svátky Talit • Tfilin • Cicit • Kipa Mezuza • Menora • Šofar • Sefer Tora |
| Významné postavy židovství |
| Abrahám • Izák • Jákob • Mojžíš Šalomoun • David • Elijáš • Áron Maimonides • Nachmanides • Raši Ba'al Šem Tov • Ga'on z Vilna • Maharal                                                                           |
| Náboženské budovy a instituce |
| Chrám • Synagoga • Ješiva • Bejt midraš Rabín • Chazan • Dajan • Ga'on Kohen (kněz) • Mašgiach • Gabaj • Šochet Mohel • Bejt din • Roš ješiva                                                                      |
| Židovská liturgie |
| Šema • Amida • Kadiš Minhag • Minjan • Nosach Šacharit • Mincha • Ma'ariv • Musaf |
| Dějiny Židů |
| starověk • středověk • novověk |
| Blízká témata |
| Antisemitismus • Gój • Holocaust • Izrael Filosemitismus • Sionismus Abrahámovská náboženství |
| z • d • e |

Reformní judaismus, ve Velké Británii známý jako liberální judaismus, vznikl ve čtyřicátých letech 19. století v Německu. Za jeho zakladatele je považován Abraham Geiger, obyvatel Frankfurtu nad Mohanem, jenž v letech 1863 až 1870 působil jako obecní rabín. Za jedno z historických center reformního judaismu ve světě před holokaustem je považována Praha a České země. Z tohoto období pochází například dodnes dochované klenoty pražské architektury, synagogy Španělská či Jubilejní. 
18. století se neslo v duchu osvícenství, téměř v celé Evropě[zdroj⁠?!] probíhaly revoluce (např. francouzská revoluce) a začínaly se projevovat první znaky nacionalismu. I tyto aspekty vedly ke vzniku progresivního judaismu. Existovaly společné znaky, například hebrejština ztratila své dominantní postavení při modlitbách a místo ní se začínalo kázat v národních jazycích.
Abraham Geiger byl spoluzakladatelem hnutí „vědeckého studia judaismu“, ke kterému sám přispěl. Věnoval se studiu biblických textů, podporoval liberální názor, že judaismus podléhá vývoji stejně jako civilizace. Ortodoxii pokládal za vyhrocenou a neestetickou. Jeho snahou bylo vymýcení všech znaků, jež by Židy odlišovaly od ostatních národů. Proto se zasadil o již výše zmíněné kázání v národních jazycích, odstranění odkazů na návrat na Sijón z knihy modliteb a přeformuloval některé modlitby, které již neodrážely obecnou víru (například historické označení Boha jako toho, kdo křísí mrtvé, jím bylo změněno na pramen věčného života). Podobně jako ostatní reformátoři podpořil myšlenku instrumentální hudby při synagogální bohoslužbě, na jeho popud začaly vznikat synagogy, které neoddělovaly muže od žen. Dokonce uznával některé druhy práce při šabatu. Ovšem zároveň se rázně postavil proti myšlence přesunutí šabatu na neděli a odmítal i návrh na zrušení obřízky.
Reformním rabínem působícím v české republice je David Maxa.
Reformní judaismus se vytváří dodnes.